# Tomas Maier

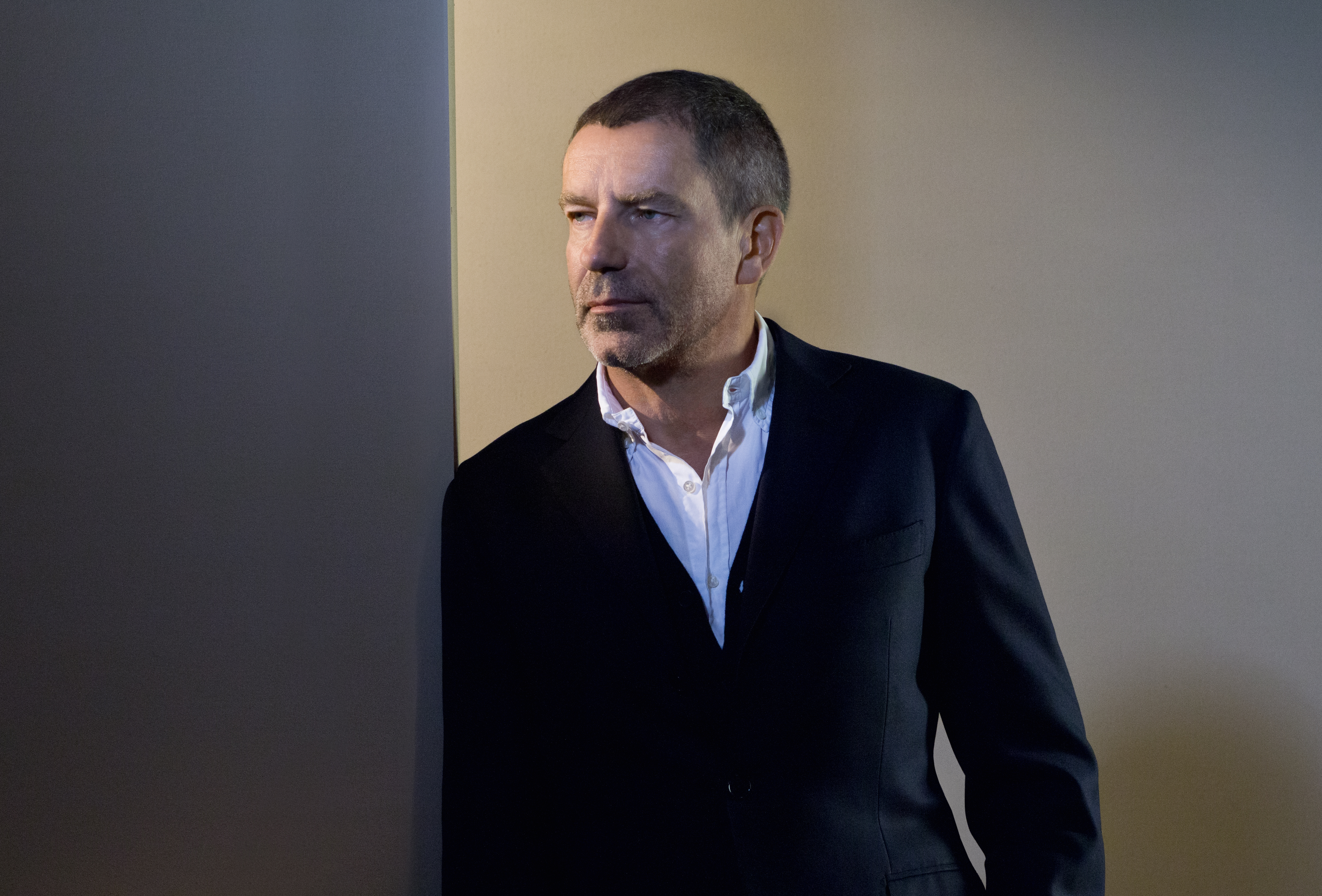
Tomas Maier

Tomas Maier (Pforzheim, abril de 1957), é um designer e diretor criativo da marca italiana de luxo Bottega Veneta. Começou na Bottega Veneta como diretor criativo em junho de 2001, estabelecendo-a como uma das maiores marcas de luxo do mundo, com produtos exclusivos, de qualidade e feitos à mão.[carece de fontes?]

## Educação e Treinamento
Nascido em Pforzheim, na Alemanha, à beira da Floresta Negra, Maier foi criado em uma família de arquitetos e freqüentou a escola Waldorf quando criança. De lá, ele seguiu para Paris, onde estudou na Syndicale de la Chambre Haute Couture. Sua experiência profissional inclui as mais prestigiadas marcas de artigos de luxo na França, Itália e Alemanha, incluindo Guy Laroche, Sonia Rykiel, onde desenhou roupas masculinas por oito anos, e Revillon, onde passou quatro anos como diretor criativo. Por nove anos, Maier esteve a frente das coleções femininas da Hermès, onde ele também desenhou alguns artigos de couro e acessórios. Em 1999, ele deixou todos os seus contratos e se mudou para a Flórida.

## Bottega Veneta
Ele foi indicado por Tom Ford para se tornar o diretor criativo da Bottega Veneta, em junho de 2001, quando a empresa foi adquirida pelo Grupo Kering, do antigo Grupo Gucci.
Ele apresentou sua primeira coleção, em setembro de 2001, alguns meses depois de ser contratado, que consistia unicamente de acessórios. Antes de embarcar em uma missão maior, constituiu os valores fundamentais da Bottega Veneta, que ele chamou de "quatro pilares": excelente qualidade de materiais, artesanato extraordinário, funcionalidade contemporânea e design atemporal. A Cabat foi introduzida por Tomas Maier em sua primeira coleção e foi projetada para representar cada um desses valores fundamentais, desde então se tornou um dos itens mais vendidos. Maier também afirmou que a Bottega Veneta voltaria à sua herança logo-menos, veiculada no famoso slogan: "Quando suas próprias iniciais são suficientes”. Nos primeiros dois anos, a Bottega Veneta abriu lojas próprias em Londres, Paris, Milão e Nova York, e acrescentou uma pequena coleção feminina e masculina de ready to wear. O primeiro desfile feminino de ready to wear ocorreu em fevereiro de 2005 e o masculino em junho de 2006.
Na sua gestão, as vendas da Bottega aumentaram 80% entre 2001 e 2011.[carece de fontes?]

## Própria Marca
A marca Tomas Maier foi estabelecida em 1997 e uma loja online foi lançada em 1998. Desde então, 3 outras lojas foram abertas na Florida e nos Hamptons. A coleção é vendida em 100 lojas em mais de 30 países.[carece de fontes?]

## Prêmios
- 2004: GQ Germany Award – Homem do ano na categoria moda
- 2006: US Luxury Institute Award – Marca feminina de mais prestígio da Moda Luxo para Bottega Veneta
- 2006: London Walpole Award – Melhor Marca Internacional- Bottega Veneta
- 2007: German Forum Preis Award from TextilWirschaft –Criatividade e Excelencia em Design
- 2007: FGI “Rule Breakers” Award
- 2007: Elle Style Hong Kong Award – Melhor Designer Internacional de acessórios
- 2007: DNR Award – Designer do ano
- 2007: Wallpaper Award – Melhor Biblioteca (mesa de biblioteca) -Bottega Veneta
- 2009: ACE Award – Designer do Ano
- 2012: Accademia del Profumo – Melhor marca de cheiro e melhor marca de perfume